# Maxacalinus
Maxacalinus is een geslacht van wantsen uit de familie van de Miridae (Blindwantsen). Het geslacht werd voor het eerst wetenschappelijk beschreven door José Cândido de Melo Carvalho in 1976.

## Soorten
Het genus bevat de volgende soorten:

- Maxacalinus annulatus Carvalho, Costa & Chérot, 2001
- Maxacalinus bahianus Carvalho, 1976
- Maxacalinus cuiabanus Carvalho, 1976
- Maxacalinus hexapunctatus Carvalho, Costa & Chérot 2001
- Maxacalinus similaris Carvalho, 1976